# Laccadivenzee
De Laccadivenzee is een randzee in de Indische Oceaan en ligt ten noordoosten van de Malediven, ten zuidoosten van de Indiase Laccadiven, ten zuiden van India en ten westen van Sri Lanka. Het ligt ten zuidwesten van Karnataka, ten westen van Kerala en ten zuiden van Tamil Nadu. In het oosten van de zee ligt de Golf van Mannar die via de Straat Palk en de Palkbaai in verbinding staat met de Golf van Bengalen. Naar het noordwesten ligt de Arabische Zee.
De belangrijkste steden aan de kust van de zee zijn Mangalore, Kasaragod, Kannur, Kozhikode, Ponnani, Kochi, Alappuzha, Kollam, Trivandrum, Thoothukudi, Colombo en Malé. Kanyakumari, het zuidelijkste puntje van het Indisch subcontinent, grenst ook aan deze zee.

## Flora en fauna
Deze warme zee heeft het hele jaar door een stabiele watertemperatuur en is rijk aan zeeleven; alleen al de Golf van Mannar herbergt ongeveer 3600 soorten.
De zee ligt in de mariene ecoregio Zuidelijk India en Sri Lanka.